# Tension Tour
Il Tension Tour è il sedicesimo tour musicale della cantautrice australiana Kylie Minogue, a supporto dei suoi sedicesimo e diciassettesimo album in studio Tension (2023) Tension II (2024).
La tournée, iniziata a Perth in Australia il 15 febbraio 2025, si concluderà a Monterrey in Messico il 26 agosto 2025 dopo 66 rappresentazioni in tutto il mondo.

## Sviluppo

### Antefatti
Il tour è stato pubblicamente confermato il 19 settembre 2024 dalla stessa Minogue sui suoi canali social ufficiali. In tale circostanza, sono state annunciate le date australiane e progressivamente quelle asiatiche, britanniche, nordamericane ed europee.
Il tour si prospetta essere il più importante della cantante degli ultimi dieci anni, segnando il suo ritorno nelle arene, dal momento che il suo Golden Tour (2018) è avvenuto prevalentemente in location più contenute. Il Tension Tour segna inoltre uno nuovo traguardo nella carriera di Kylie: si tratta infatti della sua prima tournée estesa a Stati Uniti d'America, Canada, Messico e America Latina nella versione originale dell show, e non in una versione ridotta per spazi più piccoli come già avvenuto in passato con l'Aphrodite - Les Folies Tour (2011).

### Palcoscenico e scenografia
Il palco si compone di uno stage principale di forma rettangolare e si estende con una passerella a forma di "T" (di Tension), molto simile a quello utilizzato per il Kiss Me Once Tour. Si differenzia però per la presenza di un palco secondario più piccolo, presente infondo all'arena, che la Minogue raggiunge durante un segmento dello spettacolo. Rispetto ai precedenti tour della cantante, la scenografia è più essenziale e caratterizzata da un maggiore uso di visuals.
Rob Sinclair, che ha curato la direzione creativa del palco e il design delle luci, ha dichiarato: "Abbiamo cercato di presentarla al centro di tutto, senza distrazioni. È un’occasione per lei e il suo pubblico di trascorrere del tempo insieme." La produzione integra elementi basati su schermi, con tre superfici video sul fondale, due schermi laterali, cubi video integrati nella configurazione della band e un elemento video sospeso di forma quadrata. Secondo Sinclair, "È un mondo pulito e moderno che si sposa bene con la musica dei suoi due album Tension."
Il design luci include proiettori MAC Viper XIP posizionati in vari punti del palco, sopraelevati e a livello del pavimento, integrati con 114 unità Chauvet Color Strike M che contribuiscono a definire la struttura scenica.
Il direttore di produzione del tour, Kevin Hopgood, ha sottolineato che, a differenza dei precedenti tour di Minogue — noti per la teatralità, le scenografie elaborate e le performance costruite intorno a una narrazione — questa produzione adotta un approccio più centrato sul digitale, ponendo maggiore enfasi sugli elementi visivi proiettati sugli schermi rispetto al racconto tradizionale.

### Costumi
Diversamente da tutte le altre tournée, Kylie non ha uno specifico guardaroba uguale per ogni spettacolo del tour. Molti degli abiti sono ricorrenti, ma non sempre presenti.
Gli abiti più frequenti portano la firma di Dolce & Gabbana, Giuseppe di Morabito e Allen and Adcock.

### Merchandising
A partire dal concerto di Glasgow, è stato messo in vendita il Tension World Tour Programme, un libro illustrato di 48 pagine contenente diverse immagini della Minogue scattate durante i concerti australiani, asiatici e americani della tournée. Il libro è stato venduto per £25.00.
Sin dal primo concerto è poi stata commercializzata un'ampia gamma di merchandising comprendente, tra gli altri, felpe e t-shirts.

## Sinossi

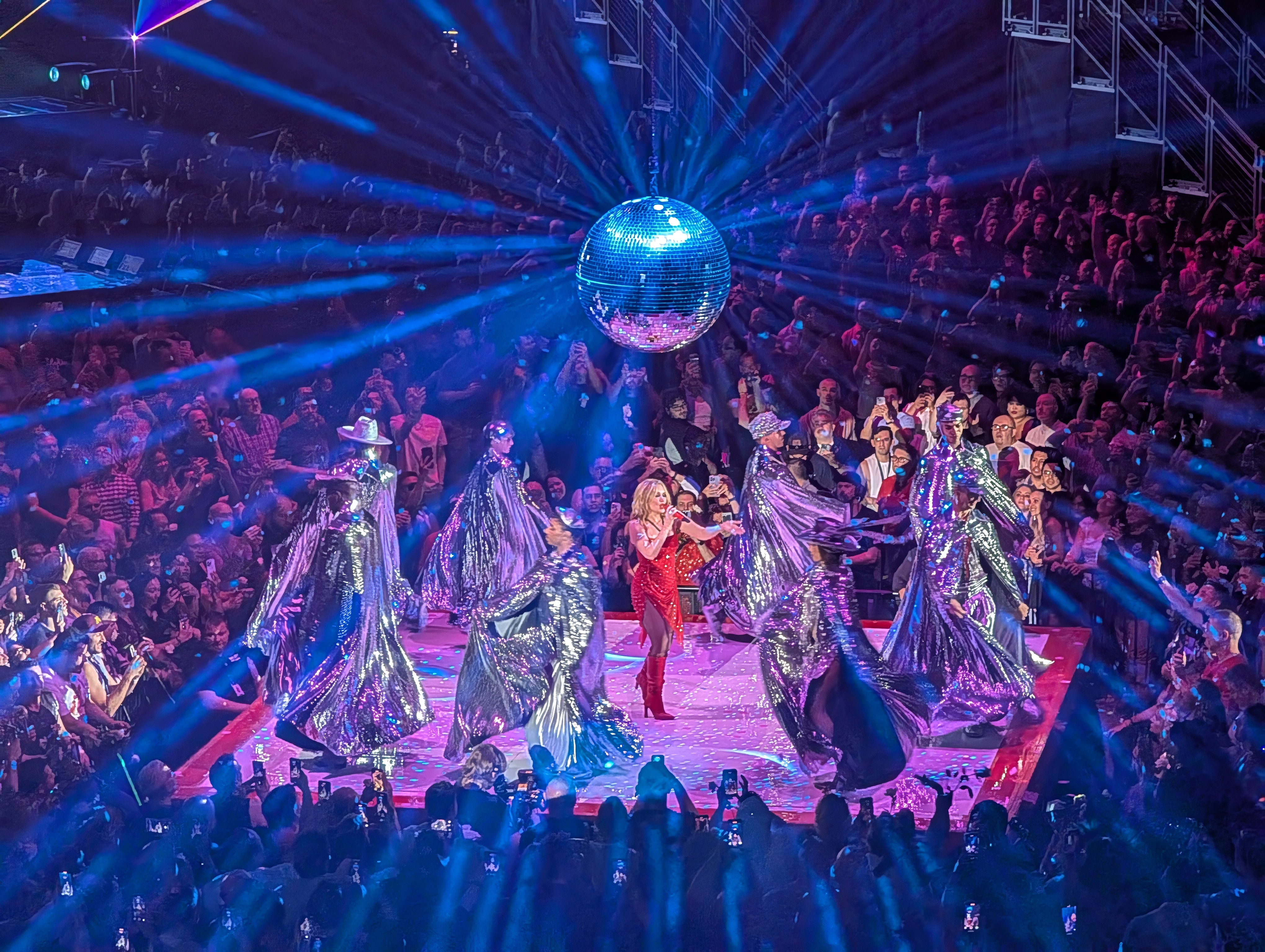
Kylie durante il Disco Medley

Atto I: Lo spettacolo inizia con un laser show, durante il quale le labbra di Kylie appaiono sugli schermi dicendo it's about to go off. Successivamente, si sente la voce di Kylie che parla di rompere la tensione, prima di apparire sospesa sopra il palco, racchiusa in un diamante di luce laser. Da lì, esegue una versione ridotta di Lights Camera Action mentre viene calata sulla scena. A seguire, si entra in un medley di In Your Eyes (nella versione Infinite Disco) e Get Outta My Way, nella versione già proposta durante More Than Just a Residency. In seguito, propone What Do I Have to Do. L'atmosfera si fa più intima mentre Kylie è illuminata per iniziare l’esecuzione di Come into My World: il brano parte come una variazione dell’arrangiamento di The Abbey Road Sessions, per poi trasformarsi nella versione simile a quella del tour For You, for Me durante la seconda strofa. Dopo aver interagito con il pubblico, canta Good As Gone, che sfocia in un mix di Spinning Around. Il primo atto si conclude con una ripresa di Spinning Around, mentre Kylie scompare sotto il palco.
Atto II: Il secondo atto si apre con una versione abbreviata di On a Night Like This che include estratti di Taboo nella parte iniziale. In questa parte dello show, le pedane della band vengono spinte verso una scala al centro della scena. Quindi, Kylie esegue last night i dreamt i fell in love e Better the Devil You Know. Segue una versione ridotta di Shocked. Dopo un altro momento di dialogo con il pubblico, Kylie esegue Things We Do for Love con le sue coriste, prima di rivolgersi nuovamente agli spettatori ed eseguire The Loco-Motion. Per la ripresa finale del brano, attraversa il pubblico per raggiungere il B-stage.
Atto III: Nella sezione seguente, Kylie canta Hold on to Now, seguita da un frammento a cappella di Where the Wild Roses Grow. Poi accoglie alcune richieste dal pubblico, prima di offrire una versione acustica di Say Something, immersa tra le luci di una grande strobosfera. Segue quindi un medley tratto dall’album Disco, che inizia con Supernova e prosegue con Real Groove mentre Kylie torna sul palco principale. Si continua con Magic e si conclude con Where Does the DJ Go?, che contiene un’interpolazione di Last Night a DJ Saved My Life.
Atto IV: La quarta parte dello spettacolo comincia con Kylie che appare sugli schermi all’interno di una stanza d’hotel. Poi entra in scena con un mantello per eseguire Confide in Me, seguita da Slow: la performance termina con un remix accelerato e un cambio d’abito, mentre Kylie sfila sulla passerella affiancata da due ballerini. Successivamente canta una versione breve di Timebomb, concludendo la sezione con Edge of Saturday Night.
Atto V: La penultima parte dello show si apre con l'esecuzione di Tension a cui segue Can't Get You Out of My Head. La parte principale dello spettacolo si chiude quindi con All the Lovers.
Encore: Per l'encore, il palco si tinge di luce rossa e i ballerini emergono da un'apertura al centro mentre Kylie parla su un'introduzione strumentale. Parte così la performance di Padam Padam. Il concerto si conclude infine con l’esecuzione di Love at First Sight.

## Scaletta

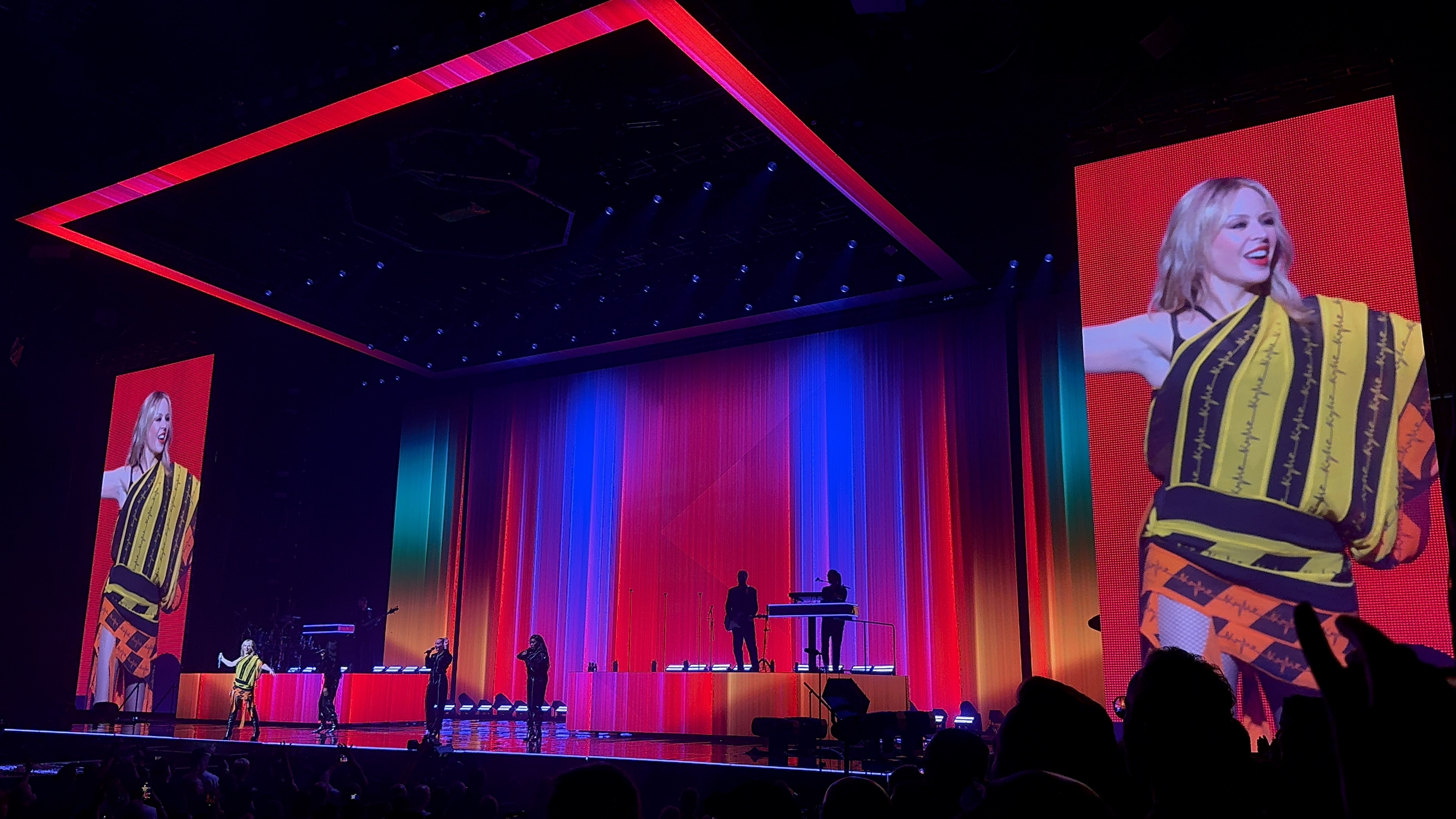
Kylie durante Love at First Sight

La scaletta non è rappresentativa di tutti gli show.
ATTO I
1. Lights Camera Action
2. In Your Eyes
3. Get Outta My Way
4. What Do I Have to Do
5. Come Into My World
6. Good As Gone
7. Spinning Around

ATTO II
- Interludio: Taboo

1. On A Night Like This
2. last night i dreamt i fell in love
3. Better the Devil You Know
4. Shocked
5. Things We Do for Love
6. Dancing
7. The Locomotion

ATTO III
1. Hold on to Now
2. Canzone a sorpresa
3. Where the Wild Roses Grow (accenno acustico)
4. Say Something
5. Supernova
6. Real Groove
7. Magic
8. Where Does the DJ Go?

- Interludio: Last Night a D.J. Saved My Life

ATTO IV
1. Confide in Me
2. Slow
3. Timebomb
4. Edge of Saturday Night

ATTO V
1. Tension
2. Can't Get You Out of My Head
3. All the Lovers

ENCORE
1. Padam Padam
2. Love at First Sight

### Variazioni della scaletta
- Durante i primi due concerti del tour, la Minogue ha eseguito Monday Blues al posto di Magic. Inoltre, Tension e Padam Padam erano invertite di posizione[17].
- last night i dreamt i fell in love è stata eseguita dopo Hold On to Now a Perth. È stata inoltre cantata I Believe in You, dopo Shocked[18].
- Dancing è stata aggiunta in scaletta a partire dalla data di Austin. È stata tuttavia precedentemente cantata anche a Boston.
- Prima di intonare Where the Wild Rose Grow, la cantante accettava richieste dal pubblico (a cappella) o talvolta si esibiva con canzoni a sorpresa, spesso in chiave acustica. Tra le più frequenti: The One, I Should Be So Lucky e Wow.[19]
- A partire dal concerto in Finlandia, Things We Do for Love è stata rimossa dalla scaletta. É stata poi reintrodotta con lo spettacolo di Santiago del Cile.
- Durante il concerto a Odense, What Do I Have to Do, Come Into My World, Hold on to Now, last night i dreamt i fell in love e Where the Wild Roses Grow, così come le richieste dei fan, non sono state eseguite. La medesima scaletta è stata seguita per gli altri spettacoli tenutisi durante i festival, ossia Stoccarda, Bilbao, Siviglia e Atene.
- In My Arms è stata eseguita durante tutti i concerti in America Latina, dopo Padam Padam.

### Duetti
- Rita Ora si è unita alla cantante per interpretare Spinning Around a Los Angeles.
- Jazzi P si è unita alla Minogue per cantare il rap del DNA Mix di Shocked durante i concerti di Birmingham. L'ultima volta che le due si erano esibite in coppia con Shocked è stata in occasione del concerto irlandese del Let's Get to It Tour del 1991.

## Successo commerciale

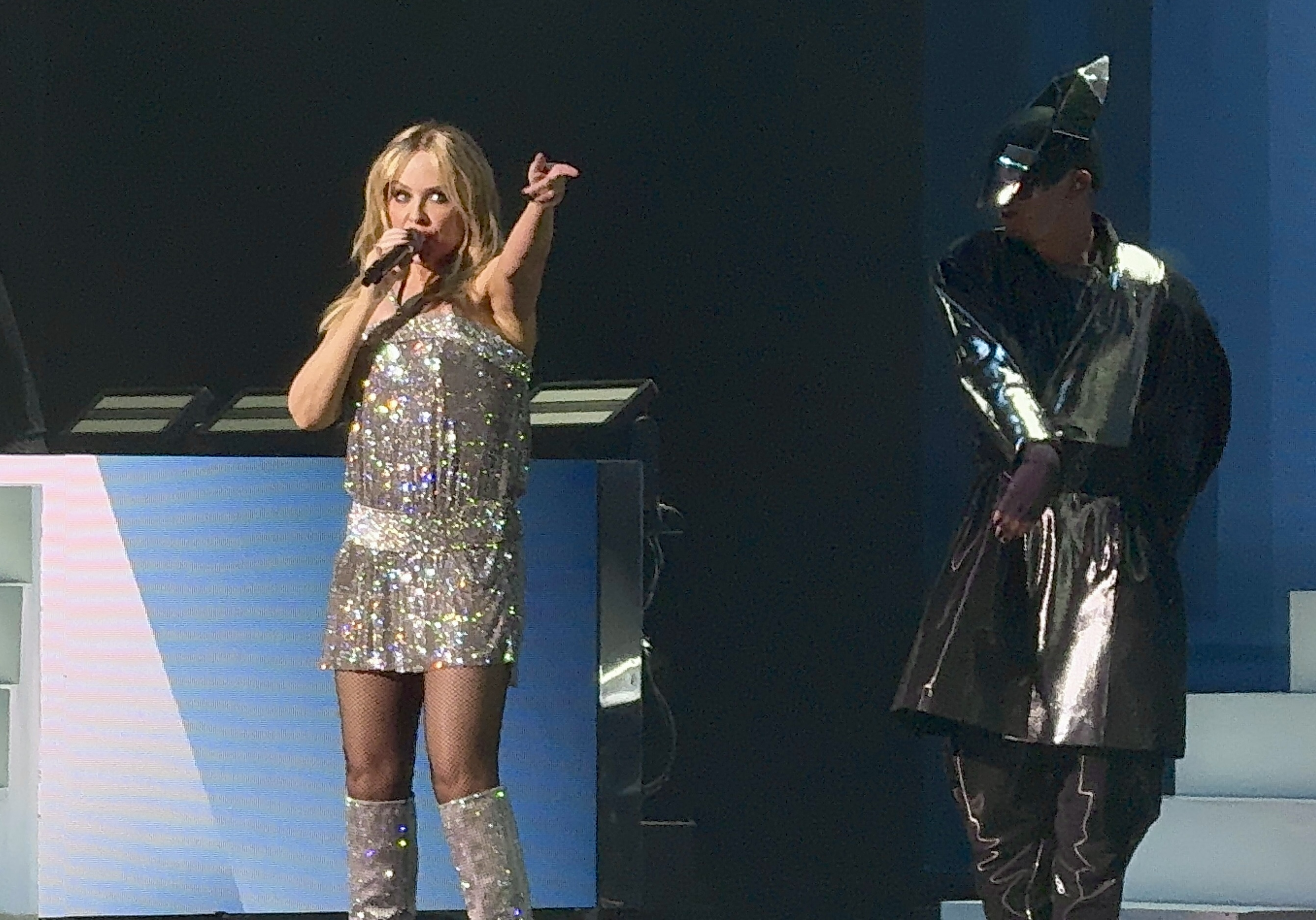
Kylie Minogue in Dolce & Gabbana

### Record
- Con i due concerti del tour all'AO Arena di Manchester, Kylie Minogue diviene l'artista femminile solista col maggior numero di spettacoli tenuti nel suddetto impianto sportivo (33).[20]
- A seguito dei quattro concerti tenuti all'O2 Arena di Londra, la cantante diviene la prima artista femminile ad entrare nel cosiddetto "21 Club" dell'O2 Arena, ossia un prestigioso riconoscimento che viene conferito agli artisti che si sono esibiti almeno 21 volte in concerto presso l'arena[21]. Oltre alla Minogue, fanno parte del club Michael Bublé, Take That, One Direction, Drake, Young Voices, Micky Flanagan e Michael McIntyre.

## Date
| Data             | Città               | Stato       | Luogo                         | Artisti di apertura |
| Australasia      | Australasia         | Australasia | Australasia                   | Australasia         |
| ---------------- | ------------------- | ----------- | ----------------------------- | ------------------- |
| 15 febbraio 2025 | Perth               | Australia   | RAC Arena                     | Mallrat             |
| 18 febbraio 2025 | Adelaide            | Australia   | Entertainment Centre          | Mallrat             |
| 20 febbraio 2025 | Melbourne           | Australia   | Rod Laver Arena               | Mallrat             |
| 21 febbraio 2025 | Melbourne           | Australia   | Rod Laver Arena               | Mallrat             |
| 22 febbraio 2025 | Melbourne           | Australia   | Rod Laver Arena               | Mallrat             |
| 26 febbraio 2025 | Brisbane            | Australia   | Brisbane Entertainment Centre | Mallrat             |
| 27 febbraio 2025 | Brisbane            | Australia   | Brisbane Entertainment Centre | Mallrat             |
| 1 marzo 2025     | Sydney              | Australia   | Qudos Bank Arena              | Mallrat             |
| 2 marzo 2025     | Sydney              | Australia   | Qudos Bank Arena              | Mallrat             |
| 3 marzo 2025     | Sydney              | Australia   | Qudos Bank Arena              | Mallrat             |
| 10 marzo 2025    | Bangkok             | Thailandia  | Paragon Hall                  | N.D.                |
| 12 marzo 2025    | Tokyo               | Giappone    | Ariake Arena                  | N.D.                |
| 15 marzo 2025    | Kaohsiung           | Taiwan      | Kaohsiung Arena               | N.D.                |
| Nord America     |                     |             |                               |                     |
| 29 marzo 2025    | Toronto             | Canada      | Scotiabank Arena              | Romy                |
| 30 marzo 2025    | Montréal            | Canada      | Centre Bell                   | Romy                |
| 2 aprile 2025    | Rosemont            | Stati Uniti | Allstate Arena                | Romy                |
| 4 aprile 2025    | New York            | Stati Uniti | Madison Square Garden         | Romy                |
| 5 aprile 2025    | New York            | Stati Uniti | Madison Square Garden         | Romy                |
| 8 aprile 2025    | Washington          | Stati Uniti | Capital One Arena             | Romy                |
| 9 aprile 2025    | Boston              | Stati Uniti | TD Garden                     | Romy                |
| 11 aprile 2025   | Atlanta             | Stati Uniti | State Farm Arena              | Rita Ora            |
| 13 aprile 2025   | Orlando             | Stati Uniti | Kia Center                    | Rita Ora            |
| 14 aprile 2025   | Miami               | Stati Uniti | Kaseya Center                 | Rita Ora            |
| 17 aprile 2025   | Austin              | Stati Uniti | Moody Center                  | Rita Ora            |
| 19 aprile 2025   | Phoenix             | Stati Uniti | Footprint Center              | Rita Ora            |
| 22 aprile 2025   | San Francisco       | Stati Uniti | Chase Center                  | Rita Ora            |
| 25 aprile 2025   | Seattle             | Stati Uniti | Climate Pledge Arena          | Rita Ora            |
| 26 aprile 2025   | Vancouver           | Canada      | Pacific Coliseum              | Rita Ora            |
| 2 maggio 2025    | Los Angeles         | Stati Uniti | Crypto.com Arena              | Rita Ora            |
| Europa           |                     |             |                               | Rita Ora            |
| 16 maggio 2025   | Glasgow             | Regno Unito | OVO Hydro                     | Jodie Harsh         |
| 17 maggio 2025   | Newcastle upon Tyne | Regno Unito | Utilita Arena                 | Jodie Harsh         |
| 19 maggio 2025   | Manchester          | Regno Unito | AO Arena                      | Jodie Harsh         |
| 20 maggio 2025   | Manchester          | Regno Unito | AO Arena                      | Jodie Harsh         |
| 22 maggio 2025   | Liverpool           | Regno Unito | M&S Bank Arena                | Jodie Harsh         |
| 23 maggio 2025   | Sheffield           | Regno Unito | Utilita Arena                 | Jodie Harsh         |
| 26 maggio 2025   | Londra              | Regno Unito | The O2 Arena                  | Jodie Harsh         |
| 27 maggio 2025   | Londra              | Regno Unito | The O2 Arena                  | Jodie Harsh         |
| 30 maggio 2025   | Nottingham          | Regno Unito | Motorpoint Arena              | Jodie Harsh         |
| 31 maggio 2025   | Birmingham          | Regno Unito | Bp pulse LIVE                 | Jodie Harsh         |
| 2 giugno 2025    | Londra              | Regno Unito | The O2 Arena                  | Jodie Harsh         |
| 3 giugno 2025    | Londra              | Regno Unito | The O2 Arena                  | Jodie Harsh         |
| 5 giugno 2025    | Birmingham          | Regno Unito | Bp pulse LIVE                 | Jodie Harsh         |
| 6 giugno 2025    | Glasgow             | Regno Unito | OVO Hydro                     | Jodie Harsh         |
| 23 giugno 2025   | Espoo               | Finlandia   | Espoo Metro Arena             | Jodie Harsh         |
| 25 giugno 2025   | Stoccolma           | Svezia      | Avicii Arena                  | Jodie Harsh         |
| 27 giugno 2025   | Odense              | Danimarca   | Tusindårsskoven               | Jodie Harsh         |
| 29 giugno 2025   | Parigi              | Francia     | Accor Arena                   | Jodie Harsh         |
| 1º luglio 2025   | Anversa             | Belgio      | Sportpaleis                   | Jodie Harsh         |
| 3 luglio 2025    | Amsterdam           | Paesi Bassi | Ziggo Dome                    | Jodie Harsh         |
| 4 luglio 2025    | Berlino             | Germania    | Uber Arena                    | Jodie Harsh         |
| 6 luglio 2025    | Zurigo              | Svizzera    | Hallenstadion                 | Jodie Harsh         |
| 7 luglio 2025    | Düsseldorf          | Germania    | PSD Bank Dome                 | Jodie Harsh         |
| 9 luglio 2025    | Stoccarda           | Germania    | Schlossplatz                  | Jodie Harsh         |
| 10 luglio 2025   | Décines-Charpieu    | Francia     | LDLC Arena                    | Jodie Harsh         |
| 12 luglio 2025   | Bilbao              | Spagna      | Monte Cobetas                 | Jodie Harsh         |
| 14 luglio 2025   | Siviglia            | Spagna      | Plaza de España               | Jodie Harsh         |
| 15 luglio 2025   | Lisbona             | Portogallo  | MEO Arena                     | Jodie Harsh         |
| 18 luglio 2025   | Atene               | Grecia      | Plateia Nerou                 | Jodie Harsh         |
| Sud America      |                     |             |                               |                     |
| 7 agosto 2025    | Buenos Aires        | Argentina   | Buenos Aires                  | N.D.                |
| 9 agosto 2025    | Mostazal            | Cile        | Grand Arena Monticello        | N.D.                |
| 12 agosto 2025   | Santiago del Cile   | Cile        | Movistar Arena                | N.D.                |
| 15 agosto 2025   | San Paolo           | Brasile     | Ginásio do Ibirapuera         | N.D.                |
| 19 agosto 2025   | Bogotá              | Colombia    | Movistar Arena                | N.D.                |
| Nord America     |                     |             |                               |                     |
| 22 agosto 2025   | Città del Messico   | Messico     | Palacio de los Deportes       | N.D.                |
| 24 agosto 2025   | Zapopan             | Messico     | Auditorio Telmex              | N.D.                |
| 26 agosto 2025   | Monterrey           | Messico     | Auditorio citiBanamex         | N.D.                |

### Riprogrammazioni
| Data           | Città   | Stato    | Luogo      | Motivo                                                 |
| -------------- | ------- | -------- | ---------- | ------------------------------------------------------ |
| 16 giugno 2025 | Berlino | Germania | Uber Arena | Laringite della cantante, annunciata il 13 giugno 2025 |

### Cancellazioni
| Data           | Città      | Stato       | Luogo                 | Motivo                                                 |
| -------------- | ---------- | ----------- | --------------------- | ------------------------------------------------------ |
| 17 marzo 2025  | Pasay      | Filippine   | SM Mall of Asia Arena | Sconosciuto                                            |
| 29 aprile 2025 | Denver     | Stati Uniti | Ball Arena            | conflitto con una partita di NBA                       |
| 18 giugno 2025 | Łódź       | Polonia     | Atlas Arena           | Laringite della cantante, annunciata il 13 giugno 2025 |
| 20 giugno 2025 | Kaunas     | Lituania    | Žalgirio Arena        | Laringite della cantante, annunciata il 13 giugno 2025 |
| 21 giugno 2025 | Tallinn    | Estonia     | Unibet Arena          | Laringite della cantante, annunciata il 13 giugno 2025 |
| 9 agosto 2025  | Montevideo | Uruguay     | Antel Arena           | pochi biglietti venduti, sostituita con Mostazal       |

## Registrazioni e broadcasting

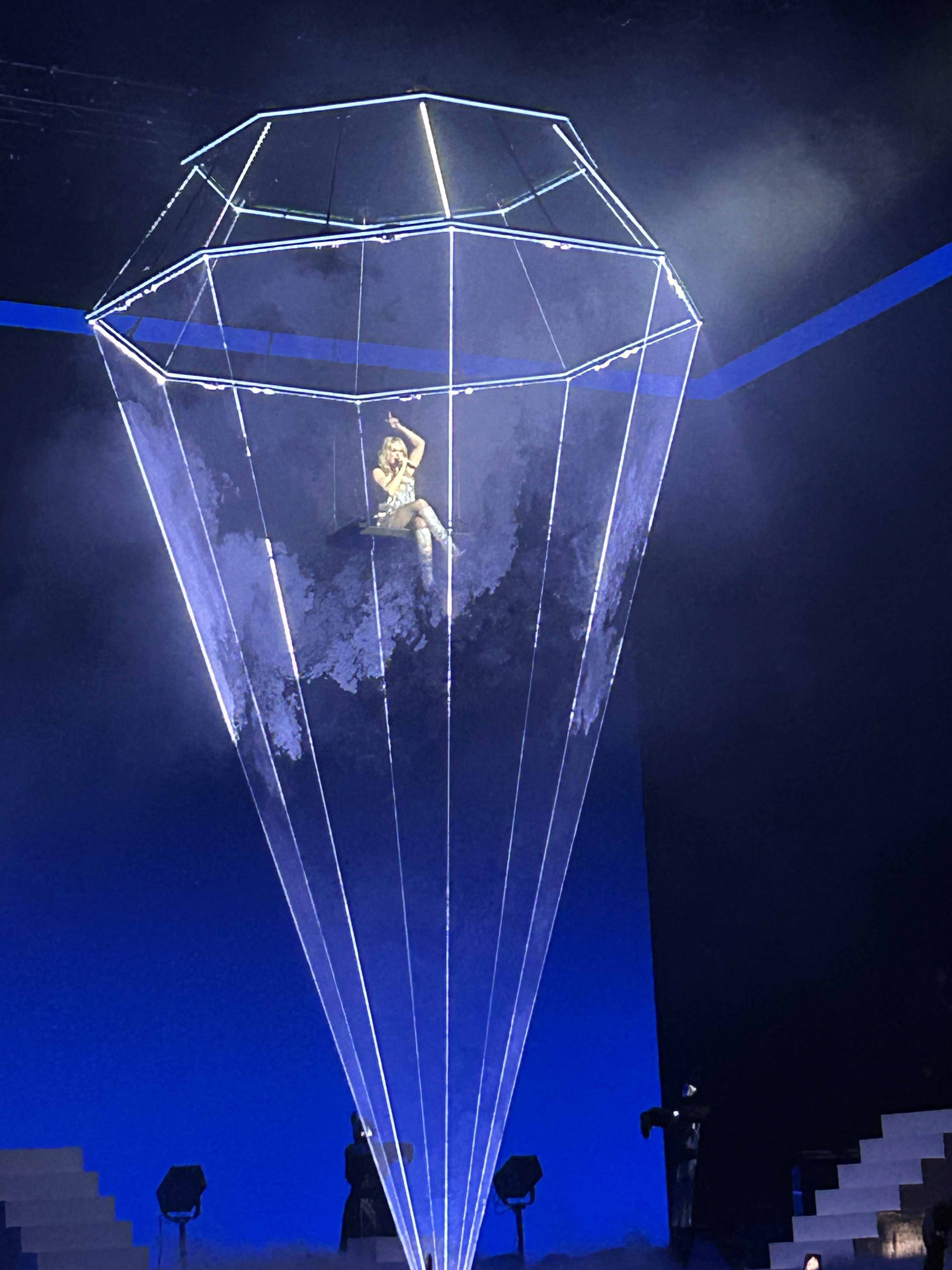
Kylie Minogue canta Lights Camera Action

Il concerto di Lisbona tenutosi il 15 luglio 2025 è stato registrato professionalmente per una futura pubblicazione.